# Pseudoyersinia
Pseudoyersinia Kirby, 1904 è un genere di insetti mantoidei della famiglia Mantidae.

## Distribuzione e habitat
Il genere è prevalentemente distribuito in Africa; due specie (P. lagrecai e P. andreae) sono presenti in Italia, rispettivamente in Sicilia e Sardegna; una specie (P. paui) è presente in Spagna e una (P. brevipennis) in Francia; ben 5 specie (P. betancuriae, P. canariensis, P. pilipes, P. subaptera, P. teydeana) sono endemismi ristretti alle isole Canarie.

## Tassonomia
Comprende le seguenti specie:
- Pseudoyersinia betancuriae Wiemers, 1993
- Pseudoyersinia brevipennis Yersin, 1860
- Pseudoyersinia canariensis Chopard, 1942
- Pseudoyersinia inaspectata Lombardo, 1986
- Pseudoyersinia kabilica Lombardo, 1986
- Pseudoyersinia lagrecai Lombardo, 1984
- Pseudoyersinia occidentalis Bolivar, 1914
- Pseudoyersinia paui Bolivar, 1898
- Pseudoyersinia pilipes Chopard, 1954
- Pseudoyersinia salvinae Lombardo, 1986
- Pseudoyersinia subaptera Chopard, 1942
- Pseudoyersinia teydeana Chopard, 1942